# Arnold Silverstone, Baron Ashdown
Arnold Silverstone, Baron Ashdown (* 28. September 1911 in Llanelli, Carmarthenshire, Wales; † 24. Juli 1977) war ein britischer Unternehmer und Politiker der Conservative Party, der 1975 als Life Peer aufgrund des Life Peerages Act 1958 Mitglied des House of Lords wurde.

## Leben
Silverstone stammte aus einer walisischen Familie und war als Unternehmer tätig. Daneben engagierte er sich in der Conservative Party und war einige Zeit deren Schatzmeister. 
Silverstone, der auch als Knight Bachelor in den Ritterstand erhoben wurde und daraufhin den Namenszusatz „Sir“ führte, wurde durch ein Letters Patent vom 3. Januar 1975 Life Peer mit dem Titel Baron Ashdown, of Chelwood in the County of East Sussex, Mitglied des House of Lords, dem er bis zu seinem Tod angehörte. Am 5. März 1975 erfolgte mit Unterstützung durch Eric Edwards, Baron Chelmer und Robert Allan, Baron Allan of Kilmahew seine offizielle Einführung in das Oberhaus.
Sein älterer Bruder Joseph Ellis Silverstone wurde am 24. Juni 1976 als Baron Stone, of Hendon in Greater London ebenfalls Mitglied des House of Lords.
Er war Begründer des Lord Ashdown Charitable Settlement, während Baron Stone den Lord Stone Trust gründete. Aus einem Zusammenschluss der beiden Organisationen ging der Stone Ashdown Trust hervor, der Institutionen wie die London School of Jewish Studies (LSJS) finanziell unterstützte.